# Matt Fallon
Matthew Fallon, detto Matt (Warren, 3 ottobre 2002), è un nuotatore statunitense.

## Carriera
Ai Mondiali di Fukuoka del 2023 ha vinto la medaglia di bronzo nei 200m rana, terminando la gara dietro a Qin Haiyang e Zac Stubblety-Cook.

## Palmarès
- Mondiali

Fukuoka 2023: bronzo nei 200m rana.